# Mysaromima
Mysaromima liquescens es un lepidóptero de la familia Depressariidae. Se encuentra en Colombia y Brasil (Mato Grosso).
La envergadura de las alas es de unos 40 mm. Los salientes son de color blanco brillante con una mancha de grisáceo-ocre y azulado-fusco difusos en el dorso cerca de la base y un parche ovalado de color gris-brillante claro e iridiscente que ocupa la célula desde una cuarta parte del ala, rodeado por encima y posteriormente de un gris mixto de verdoso difuso, e incluyendo una mancha redonda similar más allá del centro, debajo de la cual se encuentra un color gris más claro. En esto, más allá de la célula, hay una estría transversa blanca lustrosa irregular y brillante, dos puntos similares colocados oblicuamente delante y encima de ella, y dos líneas cortas finas casi paralelas bajo la parte media del parche, la extremidad anterior de la parte inferior doblada hacia abajo. La cuarta parte posterior de la costa es de color amarillo-amarillento-grisáceo claro. Los retazos son de color ocre-amarillento pálido, algo más profundos hacia el ápice.
Las larvas se alimentan de Schizolobium parahyba.